# Jan Zygmunt Staniszewski
Jan Zygmunt Staniszewski herbu Pobóg  ze Staniszewic (ur. 1686, zm. 24 marca 1785 w Warszawie) – sędzia ziemski warszawski i sędzia kapturowy w 1764 roku.

## Życiorys
Konsyliarz konfederacji Czartoryskich w 1764 roku. Był elektorem Stanisława Augusta Poniatowskiego z ziemi czerskiej i  posłem ziemi warszawskiej na sejm elekcyjny w 1764 roku.
Poseł ziemi czerskiej na sejm koronacyjny 1764 roku. Członek konfederacji Adama Ponińskiego w 1773 roku.  Był posłem ziemi warszawskiej na Sejm Rozbiorowy 1773–1775, wszedł w skład delegacji wyłonionej pod naciskiem dyplomatów trzech państw rozbiorczych, mającej przeprowadzić rozbiór. 
18 września 1773 roku podpisał traktaty cesji przez Rzeczpospolitą Obojga Narodów ziem zagarniętych przez Rosję, Prusy i Austrię w I rozbiorze Polski.
Podczas jednego z wyjazdów ze stolicy, gdy dojechał zaledwie do Wilanowa, poczuł się źle. Lekarze określili jego stan jako bardzo ciężki i nie dawali mu gwarancji na przeżycie. Za wstawiennictwem o. Rafała Chylińskiego miał powrócić do zdrowia.
W 1773 r. Staniszewski  był dłużnikiem  kapitałów funduszu Edukacyjnego Komisji Edukacji Narodowej - 50 000 złp, który był  zabezpieczony  na dzierżawie wsi Ostrołęka, Gośniewice, Pilicy w woj. mazowieckim. Staniszewscy odkupili Pilicę od Jana Baranowskiego. 25 listopada 1775 został odznaczony Orderem św. Stanisława.
Żona Maria Kokoszka-Michałowska herbu Jasieńczyk z Michałowa. Syn Tadeusz Kryspin, był posłem na sejm 1793 i szambelanem królewskim.
Portret trumienny sędziego znajduje się w Muzeum Regionalnym w Krasnymstawie.